# Baron Wolman
Baron Alan Wolman (ur. 25 czerwca 1937 w Columbus, zm. 2 listopada 2020 w Santa Fe) – amerykański fotograf. W latach sześćdziesiątych pracował dla magazynu „Rolling Stone”.
Fotografował takie zespoły i postacie jak: Jimi Hendrix, George Harrison, Janis Joplin, The Rolling Stones, Frank Zappa, The Who, Joan Baez, Bob Dylan, Grateful Dead, Phil Spector, Jim Morrison, Ike Turner, Tina Turner.